# Hemelroosje
Het hemelroosje (Silene coeli-rosa) is een eenjarige plant uit de anjerfamilie (Caryophyllaceae).

## Kenmerken
De plant is kruidachtig, 20 tot 40 cm hoog, kaal, aan de voet zonder niet-bloeiende bladrozetten. De stengels zijn kantig. De bladeren zijn lijnvormig en spits, tegenoverstaand, en kruislings langs de stengel geplaatst. De alleenstaande, tot 4 cm grote, tweeslachtige bloemen zijn paarsachtig tot roze, met vijf aan de top ondiep ingesneden kroonbladen, zonder harde uitsteeksels in de keel. De vijf kelkbladen zijn vergroeid tot een langwerpige kelkbuis met tien krachtige ribben. De vrucht is een doosvrucht. De bloeitijd is juni tot oktober, met een piek in augustus.

## Voorkomen
Het hemelroosje staat op open, zonnige tot licht beschaduwde plaatsen, op droge tot matig droge, goed gedraineerde, neutrale tot zwak basische bodems van zand, zandige leem of klei, maar ook een stenige ondergrond is mogelijk. In gebieden waar de soort van nature voorkomt, groeit ze op droge hellingen en in struwelen. De soort komt oorspronkelijk uit het Middellandse Zeegebied en de Canarische Eilanden, maar is al sinds de 17de eeuw in cultuur in landen daarbuiten.

## Naamgeving
Het hemelroosje kreeg van Linnaeus in 1753 in Species plantarum de botanische naam Agrostemma coeli-rosa. "Coeli-rosa" betekent "roos van de hemel". 

### Synonymie
- Agrostemma coeli-rosa L. Species plantarum: 436 (1753) (basioniem)
  - Lychnis coeli-rosa (L.) Desr. Encyclopedie Methodique. Botanique 3: 644 (1789)
  - Eudianthe coeli-rosa (L.) Fenzl ex Endl. Catalogus Horti Academici Vindobonensis 2: 342 (1842)
  - Pontinia coeli-rosa (L.) Fr. Botaniska Notiser 1843: 141 (1843)
  - Coronaria coeli-rosa (L.) Fr. ex Heynh. Nomenclator botanicus hortensis 2: 161 (1846)
  - Silene coeli-rosa (L.) Godr. Mémoires de la société royale des sciences, lettres et arts de Nancy 1846: 174 (1847)
  - Lychnidia coeli-rosa (L.) Pomel Nouveaux Matériaux pour la Flore Atlantique: 207 (1874)
- Lychnis clavata Moench Supplementum ad methodum plantas a staminum situ describendi: 307 (1802)
- Silene rugosa Pers. Synopsis plantarum 1: 498 (1805)
- Lychnis coeli-rosa var. aspera Poir. Encyclopedie Methodique. Botanique Supplement 3: 537 (1814)[noot 1]
  - Viscaria aspera (Poir.) Hook. Botanical Magazine 70: t. 4075 (1844)
  - Lychnis aspera (Poir.) Hook. Botanical Magazine 70: t. 4075 (1844) pro syn.
  - Silene aspera (Poir.) A.Braun ex Asch. Flora der Provinz Brandenburg 1: 85 (1860)
- Lychnis coeli-rosa var.  laevis Poir. Encyclopedie Methodique. Botanique Supplement 3: 537 (1814)[noot 2]
- Lychnis coeli-rosa var.  pusilla Poir. Encyclopedie Methodique. Botanique Supplement 3: 537 (1814)[noot 2]
- Viscaria oculata Lindl. Edwards's Botanical Register 29: t.53 (1843)
  - Lychnis oculata (Lindl.) Backh. Botanical Magazine 70: t. 4075 (1844)
  - Eudianthe oculata (Lindl.) A.Braun Delectus seminum in horto botanico Friburgensi collectorum 1849: 2 "Eudyanthe" (1849)
  - Silene oculata (Lindl.) Graebn. Synopsis der mitteleuropaischen Flora 5(2): 179 (1921)
- Lychnis coelestis St.-Lag. Annales de la Société Botanique de Lyon 7: 70 (1880), nom. illeg.[noot 3]